# همجوشی (گیاهان)

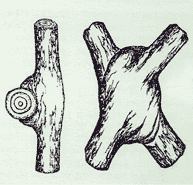
شاخه‌های همجوشی توسط آرتور ویچولا (قرن نوزدهم)

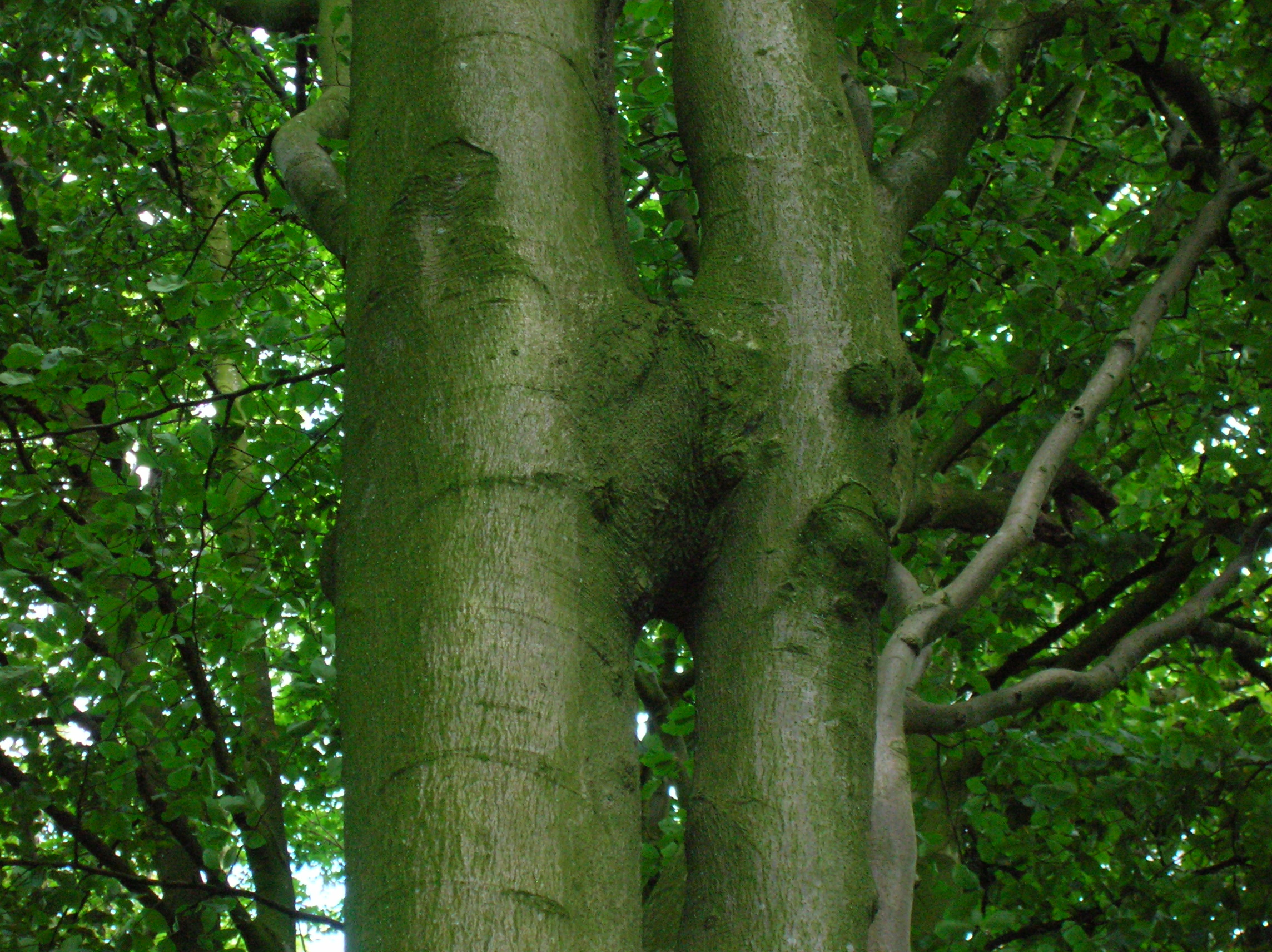
تنه درخت راش همجوش

همجوشی یا درهم‌جوشی (به انگلیسی: Inosculation) یک پدیده طبیعی است که در آن تنه، شاخه یا ریشه دو درخت با هم جوش خورده و رشد می‌کنند و از نظر بیولوژیکی شبیه به فرایند مصنوعی پیوند می‌شوند. این اصطلاح از ریشه لاتین ōsculārī، به معنی «بوسیدن» مشتق شده‌است. درختانی که تحت این فرایند قرار گرفته‌اند، در جنگلداری به عنوان gemels نامیده می‌شوند که از کلمه لاتین به معنای «یک جفت» است.
معمولاً رشد شاخه‌های دو درخت از یک گونه با هم رخ می‌دهد، اگرچه ممکن است همجوشی در گونه‌های مرتبط دیده شود. شاخه‌ها ابتدا به‌طور جداگانه در کنار یکدیگر رشد می‌کنند تا زمانی که به یکدیگر برخورد کنند. در این مرحله، با حرکت درختان در باد، پوست روی سطوح لمس‌کننده به تدریج ساییده می‌شود. هنگامی که کامبیوم دو درخت با هم تماس پیدا می‌کند، گاهی خود پیوند می‌خورند و با بزرگ شدن قطرشان با هم رشد می‌کنند. همجوشی معمولاً زمانی رخ می‌دهد که اندام‌های درخت بافته می‌شوند یا پرچین‌بافی می‌شوند.

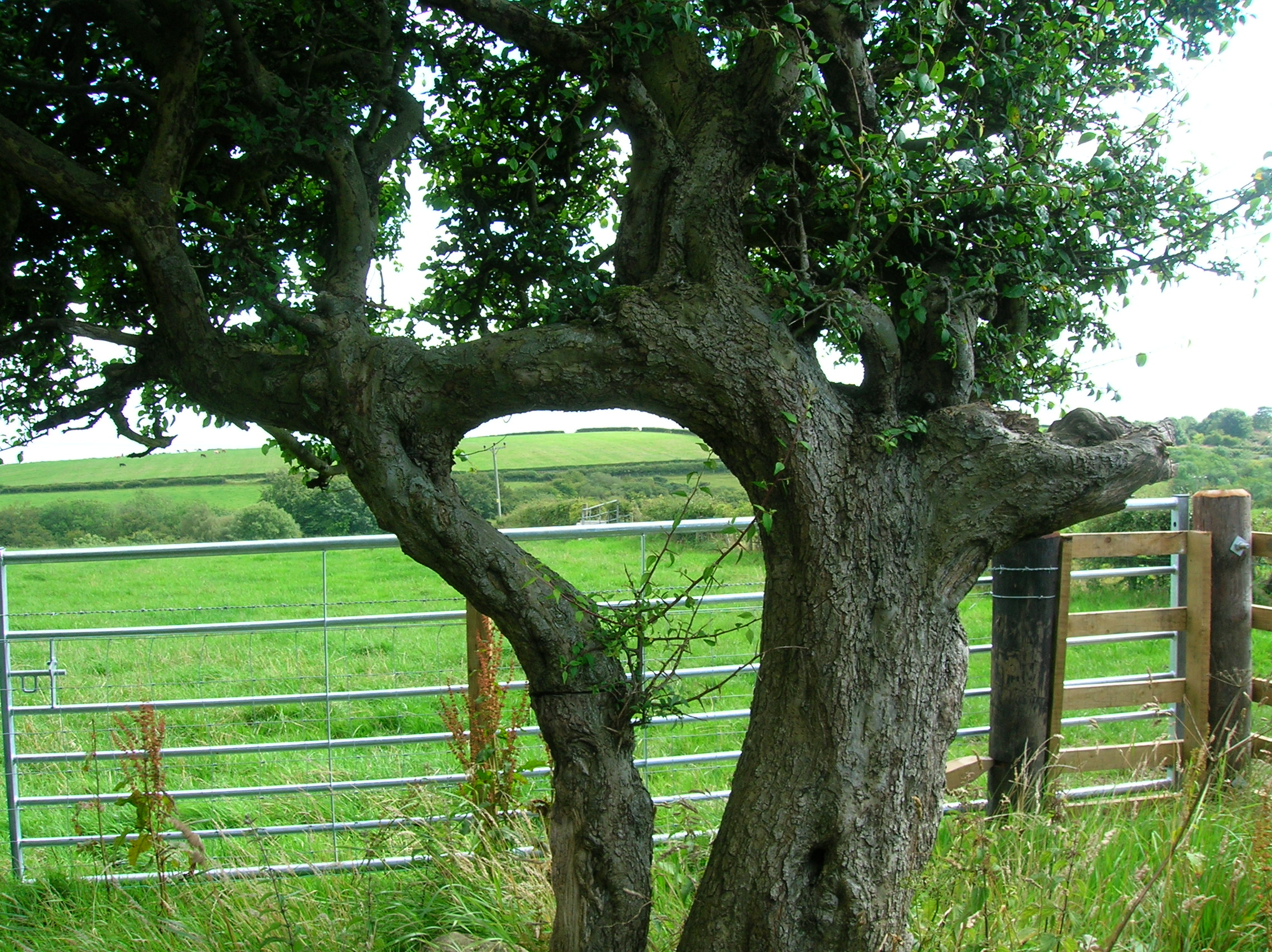
یک blackthorn «زن و شوهر» (آلو بخارایی) در مزرعه Lynncraigs، دارلی، نورث آیرشر، اسکاتلند.